# It's Christmas Time (Status Quo)
It's Christmas Time è un brano della rock band inglese Status Quo, uscito come singolo nel dicembre del 2008.

## La canzone
Nel 2008 gli Status Quo festeggiano il quarantennale dai primi grandi successi internazionali degli anni sessanta pubblicando, per la prima volta nella loro lunga carriera, un singolo natalizio.
Composto dal chitarrista Rick Parfitt, il pezzo è espressione del tipico boogie rock da sempre marchio di fabbrica della band ma, nel contempo, capace di coniugare il ruvido sound delle chitarre elettriche con un testo leggero e delicato ed atmosfere morbide e garbate (uno scampanio accompagna l'orecchiabile ritornello).
Il brano va alla posizione n. 40 delle classifiche inglesi.

## Tracce
1. It's Christmas Time - 4:10 - (Parfitt/Morris)
2. Pictures of Matchstick Men - 3:08 - (F. Rossi) Live at Oxford New Theatre - 4.10.2008
3. Ice in the Sun - 2:10 - (Wilde/Scott) Live at Oxford New Theatre - 4.10.2008

## Formazione
- Francis Rossi (chitarra solista, voce)
- Rick Parfitt (chitarra ritmica, voce)
- Andy Bown (tastiere, chitarra, armonica a bocca, cori)
- John 'Rhino' Edwards (basso, voce)
- Matt Letley (percussioni)